# Tachygyna
Tachygyna és un gènere d'aranyes araneomorfas de la subfamília dels erigonins, dins de la família Linyphiidae. Es poden trobar a la zona neártica, dins Nord-amèrica:
 Fou descrit per primera vegada per Ralph Vary Chamberlin i Vaine Wilton Ivie l'any 1939.

## Llista d'espècies
Segons The World Spider Catalog 12.0:
- Tachygyna àlia Millidge, 1984
- Tachygyna cognata Millidge, 1984
- Tachygyna coosi Millidge, 1984
- Tachygyna deleita Chamberlin & Ivie, 1939
- Tachygyna exilis Millidge, 1984
- Tachygyna gargopa (Crosby & Bishop, 1929)
- Tachygyna haydeni Chamberlin & Ivie, 1939
- Tachygyna pallida Chamberlin & Ivie, 1939
- Tachygyna prova Millidge, 1984
- Tachygyna sonoma Millidge, 1984
- Tachygyna speciosa Millidge, 1984
- Tachygyna tuoba (Chamberlin & Ivie, 1933)
- Tachygyna ursina (Bishop & Crosby, 1938)
- Tachygyna vancouverana Chamberlin & Ivie, 1939 (Espècie tipus)
- Tachygyna watona Chamberlin, 1949